# یواس‌اس بریل (اس‌اس-۳۳۰)
یواس‌اس بریل (اس‌اس-۳۳۰) (به انگلیسی: USS Brill (SS-330)) یک زیردریایی است که طول آن ۳۱۱ فوت ۹ اینچ (۹۵٫۰۲ متر) می‌باشد. این زیردریایی در سال ۱۹۴۴ ساخته شد.